# みずから我が涙をぬぐいたまう日
『みずから我が涙をぬぐいたまう日』（みずからわがなみだをぬぐいたまうひ）は、大江健三郎の中編小説集である。1972年（昭和47年）に講談社より刊行された。文庫版は当初講談社文庫より、現在は講談社文芸文庫より刊行されている。

## 概略
1970年（昭和45年）の三島由紀夫の自衛隊へのクーデター呼びかけと自決をうけて、それにこたえるように「自分にとって天皇制がどのようなものであったか、現にどうであるかを正直に書いて、三島事件における三島の天皇観・国家観は、本当にかれのそう信じるものであったか問いたい」という動機で書かれたという。
そして「僕がさきに引用した、主人公の母親の言葉は、そのまま作者である僕の少年期において、魂にきざみこまれた傷のことをさしている、ともいわねばなりません。そしてその傷から自分自身を治療する作業として、僕はこの作品にいたる小説の仕事を始めたのだ、ともいうことができるように思います。」と述べている。
三島事件はのちに、1983年の連作短編集『新しい人よ眼ざめよ』、2005年の長編『さようなら、私の本よ!』などでも取り上げられる。
また「父と天皇制」という本書のテーマを発展させて2009年に長編『水死』が書かれている。

## 収録作品と初出
以下の2篇の中編小説とエッセイを収録している。
- 「＊二つの中篇をむすぶ作家のノート」 - 書き下ろし[注 2]。
- 「みずから我が涙をぬぐいたまう日」 - 『群像』1971年10月号。
- 「月の男（ムーン・マン）」 - 書き下ろし。『新潮』1971年11月号に掲載された「死滅する鯨の代理人」を吸収して改題している[2]。

## あらすじ

### ＊二つの中編をむすぶ作家のノート
（題名の記号「＊」は〔ママ〕）
冒頭にエッセイが置かれている。内容は以下である。
自分（エッセイは「僕」の一人称で書かれている）は、中編「政治少年死す」（『セヴンティーン』第二部）の末尾に記された自作の詩の1行目「純粋天皇の胎水しぶく暗黒星雲を下降する」に含まれる言葉「純粋天皇」の意味を、明瞭に散文化しえておらず、これをずっと意識の片隅にひっかからせてきた。
作家が作品を出版すれば、「言葉によるかれ自身の外化」として、意識＝肉体のひとつながりの行為はいちおうは完結するはずだが、「政治少年死す」が（右翼の脅迫によって）いまだに単行本として出版できていないことから「純粋天皇」の主題は、いつまでも自分の外に出て行かない。しかし、自分は次第に「純粋天皇」の主題が、外化されずに宙ぶらりんのまま、開かれた問いかけとして意識＝肉体のうちに残り続けている状態に、積極的な意味を認めるようになってきた。
「天皇制は日本人の政治的想像力を束縛する。日本語の作家の根源的な役割は、この日本独自の枷を把握して、そこから逆に、日本人の想像力世界全体を照しだす照明をつくりだすことである。」明瞭な意識のもとでは、自分はこのように考え、また発言してきた。一方で、意識のより暗いところには、自分自身にとっても意味の明瞭でない「純粋天皇」の詩句を宙ぶらりんのままにひっかからせてきた。
このはざまに揺れ動くようにしつつ、1971年と1972年の春から夏にかけて、2つの中篇小説を書いた。自分は、この2つの中篇小説を書くにあたり、むしろ積極的に天皇制という枷で自分をがんじがらめに縛りつけることから出発して、そこからなんとか自由をかちえようとした。自分の右がわに「みずから我が涙をぬぐいたまう日」の自称癌患者をおき、左がわに「月の男（ムーン・マン）の逃亡宇宙飛行士をおいて、自分の想像力を前に進ませるための、一対の滑車とした。
「考えてみれば、この二夏のあいだ僕は、これらふたりのヒーローと、作家自身との三人で、車座をくみ、あのいつまでもやって来ないゴドーを待ちながら、語りあう者らのように、純粋天皇について繰りかえしまきかえし噂話をしながら、待ちつづけていたような気がする、いつまでもあらわれぬ純粋天皇を……」

### みずから我が涙をぬぐいたまう日
35歳の小説家が、みずからを「かれ」として、「遺言代執行人」と呼ばれる妻に、口述筆記をさせている。「かれ」は自分が、肝臓癌で瀕死の状況にいると思い込んでいる。「かれ」の口述により、太平洋戦争末期の父親との出来事が「ハピイ・デイズ」と呼ばれて語られる。その中で「かれ」の父親はゴシック太字で「あの人」と呼ばれる。
「かれ」は「いまからおれが語ることは、もとより国連においても、あからさまな戦犯の生き残りどもが牛耳っているわが国の現政権においてはなおさらに、切実な関心をよせるであろうところのものだ」と言う。「かれ」の父親「あの人」は、かつて故郷の県内最年少の村長を務め、大戦中には東條首相や石原将軍とつながる満州の黒幕の一人であった。しかし、ミッドウェイ、ガダルカナルの敗退で、敗戦が濃厚となってきた1943年に「かれ」の故郷の谷間の村に戻ってきて、倉に閉じこもって陰栖を始め、肥満していき膀胱癌を患う。「スパイ」であるとか「敗戦主義者」だと詰られるようにもなった「あの人」は、敗戦の翌日の8月16日、脱走してきた敗戦を肯んじない将校や兵士らの指導者として、木車ごと軍用トラックに乗り込んで地方都市へ向かい、蹶起（けっき）を起こそうとして銃撃されて死んだ。
10歳だった「かれ」も少年兵士としてゴボー剣に身を固めて同行した。車上では兵士たちは繰り返しある歌を合唱し、その歌詞の意味を「かれ」は「あの人」から聞かさた。「Tränenトイウノハ、涙デナ、ソシテTodトイウノハ死ヌコトデナ、ドイツ語ダ。天皇陛下ガ、オンミズカラノ手デ、ワタシノ涙ヲヌグッテクダサル、死ヨ、早ク来イ、眠リノ兄弟ノ死ヨ、早ク来イ、天皇陛下ガ、オンミズカラノ手デ、ワタシノ涙ヲヌグッテクダサル、ト歌ッテイルノダ。」子供の「かれ」は「オマエハ天皇陛下ノタメニ喜ンデ死ヌカ、ハイ、喜ンデ死ニマス」という国民学校の教室で繰り返しされた一問一答に対する秘かなためらいと恐怖とをやすやすと超越して、自分もまた軍隊に加わって死のうとしているのだということを心強く確かめながら、将校、兵士たちにならってその歌をキイキイ声で唱和した。
ここで故郷の村から上京してきた母親が登場して、真相を話す。「Heilandというのは天皇ではありますまいが！涙をぬぐってもらおうにもなんにも、あの軍人らは涙をぬぐってくださる当の人を爆撃するという意気ごみだったのですが！」「あの人」は将校たちに使嗾されて、大逆事件に連座して死罪となった僧侶の娘である母親に「オマエノ父ガシヨウトシテ、デキナカッタコトヲ、ワレワレガ果シテヤル。軍ノ飛行場カラ戦闘機ヲ十機モ盗ミ出シテ米軍機ノヨウニ擬装シテ、大内山ヲ爆撃スル。日本国民ヲ再ビ立チアガラセテ、真ノ国体ヲ護持スルニハ、今ヤソレシカナイノダ！」と言って、母親に軍資金として株を供出させていたのだった。地方都市の銀行の入口で、混乱から撃ち合いがおこって「あの人」も兵隊も殺されたが、将校はひとりも死なずににそのまま姿を消してしまい、株の行方もわからなくなった。じつは「あの人」も将校たちの蹶起が本気のものではないことを理解していたのだった。にせ蹶起が失敗するとわかっていて、むしろ失敗を希望していて、失敗した後、あれは本気ではなかったろうと噂されるのを惧れて息子の「かれ」を蹶起に連れて行ったのだった。母親は「尾籠なことでしたが！」と詰る。
真相を聞かされた「かれ」は新しく購入したヘッドホーンをつけ、外界を遮断して、エンドレスで、フィッシャー=ディスカウの歌うバッハの独唱カンタータを、眼ざめているあいだ常に聴いているようになった。真の病状について話し合おうという医者の呼びかけにも答えない。

### 月の男（ムーン・マン）
本作ではアポロ11号のよる月面着陸前後の出来事が描かれる。
作家である「僕」は年上の女流詩人から、彼女が自宅で匿っているユダヤ系アメリカ人のムーン・マンと引き合わされる。彼は、1967年の有人ロケットの火災で乗員が蒸し焼きになった事故（アポロ1号）をきっかけにアメリカ航空宇宙局（NASA）から逃げ出した元宇宙飛行士で、日本の「現人神」である天皇（ムーン・マンは「あの人」と呼ぶ）に、アメリカの宇宙飛行計画を神の名において否定して欲しいと願っている。女性詩人の依頼で「僕」はムーン・マンを、ヴィエトナム戦争の脱走アメリカ兵を匿う組織と関係がある「新左翼」でマスコミの寵児でもある人物、大学の同窓の細木大吉郎と、詩人で反捕鯨運動家のスコット・マッキントッシュに引き合わせる。スコットがザトウクジラの鳴き声をカセットテープで聴かせて、自らの鯨の乱獲に抗議する詩を読ませると細木は涙ぐむ。一方、ムーン・マンは、ヒッピイの反戦運動や、反捕鯨運動のセンチメンタリズムに対してシニカルで批判的な言動を示す。
アポロ11号による月面着陸の中継報道を「僕」は女流詩人、ムーン・マンと共に観る。アームストロング船長とニクソン大統領の演説について「僕」と女流詩人が帝国主義的であるなど否定的な意見を述べると、ムーン・マンは「きみたちは狭いナショナリズムの頑固なとりこだ。そしてひどく嫉妬しているんだ」などと強力に反対意見を述べ、議論となる。その場にアメリカから電話があり、ムーン・マンの妹がヒッピイにより強姦絞殺されたとの報を受ける。ムーン・マンは「月の力」による復讐であると嘆き、帰国する。しばらく後、細木がマスコミを招き、水産の大会社の捕鯨への抗議のデモンストレーションを行う。合成樹脂のイルカの扮装をした細木に事故から火がつき、細木はマスコミの面前で火だるまになって焼死する。細木の死は社会に大きな衝撃をもって受け止められ、大学などに研究会が多く作られる。女流詩人がムーン・マンの子供を身籠っていることがわかり、彼女は、アメリカのムーン・マンのところへ向かう。
3年後、「僕」はムーン・マン夫妻に招かれてアメリカへ行く。帰国後、政府による勾留から社会復帰までの間、スコットに親身に援助されたムーン・マンはエコロジカルな人力飛行機の事業を興している。人力飛行機の試験場のマサチューセッツ州イースト・ハンプトンの牧場までの車中で、ムーン・マンは、自分は、細木の死を自殺であったと受け止めており、細木は、死の際に、世界のすべてのイルカ・クジラの霊と交感（コレスポンデント）したのだと言う。また天皇について、それ自体がおよそ2,000年ちかくもひとつの生物学的な血のつながりを保っているが滅びゆきかねない種であるとし、そうした天皇に、エコロジカルな「象徴」になって欲しいと言う。「僕」は自分の小説の主人公（「みずから我が涙をぬぐいたまう日」）について話をして、「天皇制の課題は日本人の想像力においてムーン・マンの考えるように単純にはゆかぬのだ」と説明するが、理解されない。そのうち「僕」は時差ボケから眠り込む。
目が覚めると、車は牧場に到着しており、「僕」の脇には付添いとして女流詩人とムーン・マンの娘 幼ないアルテミスこと桂・ガーシェンソンが、緊張したおももちで居残っている。美しい彼女の横顔を見て僕は感慨を抱く。幼女の目線の先では人力飛行機の模型の群れが旋回している。それを見て「──あ！鳥、未来の人間と世界を和解させる鳥」と「僕」は台詞のようにいってみて、その意味を彼女に伝えようとインディアン風英語に置きかえてみるうちに、熱く新しい血の猛然たる循環がおこって、「僕」は自分の意志では制禦しがたい涙の発作のような昂揚におそわれる。